# Letničie
Letničie (Hongaars: Letenőc, Duits: Letnitz) is een Slowaakse gemeente in de regio Trnava, en maakt deel uit van het district Skalica.
Letničie telt 527 inwoners.